# 성 토머스 병원

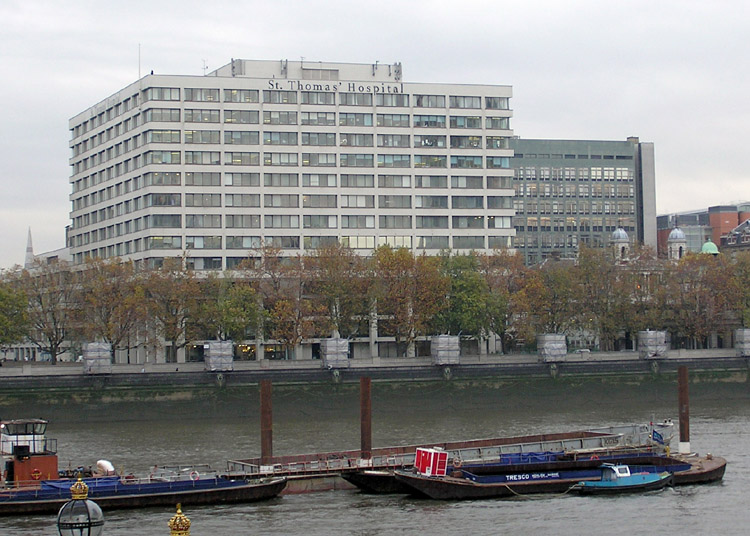
성 토머스 병원.

성 토머스 병원(영어: St. Thomas' Hospital)은 영국 런던 템스강변에 있는 병원이다.
1860년 플로렌스 나이팅게일이 영국 국민들의 모금을 받아, 간호 학교를 세웠다.